# Cyathea hancockii
Cyathea hancockii är en ormbunkeart som beskrevs av Edwin Bingham Copeland. Cyathea hancockii ingår i släktet Cyathea och familjen Cyatheaceae. Inga underarter finns listade.